# 大柄の滝
大柄の滝（おおがらのたき）は、秋田県能代市にある滝である。落差約15mの男滝と、そのすぐ下の落差約7mの女滝に分かれる。

## 概要
能代市常盤から常磐川沿に道路を北上し、集落が途切れ大柄の滝入り口の標識を左折し、田園地帯とそれに続く林間の道路を進むと広場がある。広場から急な鉄製の階段を降りると（20mほどの断崖を降りることになる）、大柄の滝の下に着く。ここから少し沢の中を歩くと男滝の下に着く。滝の落差はそれほどでもないが、豪快な音があたりにこだまして迫力がある。滝の下はドーム状になっており、内部には不動明王像や仏像が安置されている。
女滝は最初の広場の端から上部のみを見ることができる。しかし、樹木の葉によってあまり見えないこともある。女滝の全体像を見るには、田園地帯に戻り、川の下流から田のあぜ道を歩き、川の中をさかのぼり、高さ数メートルの堰堤を越え両側が狭くなって両側が狭く切り立ってくる部分を過ぎると女滝が見えてくる。川を遡行してから約30分で女滝に着く。
昔、常磐集落では雨乞いに大柄の滝まで行った。滝まで二里半ある。村から一軒一人ずつ出ることになっていた。弁当を持参しての一日がかりの行事である。ここの雨乞いへの参加は男女は問わないが、主に女の人が出ていた。その往復には、竿に赤いお腰やふんどしをつけ、振り回し、太鼓やバケツなどを叩き騒々しくしながら歩く。大柄の滝は沢が切り込んだ深いところにあり、急な崖を降りなければならなかった。道らしい道もなく危険な場所だった。そこに降りると、女の人の中には着物を脱いで滝に打たれ雨乞いをする人も出るものであった。
1807年（文化4年）3月25日には菅江真澄も滝を訪れている。菅江は紀行文を『大柄の滝』と名付け、色鮮やかなスケッチ画とともにこの滝を記録している。1977年(昭和52年)6月15日の新観光秋田三十景（二百十七万票）では第27位に選出された。

## 菅江真澄の記録
菅江真澄は1807年（文化4年）3月25日に大柄の滝を訪れた。下滝を見て「滝はささやかであるが、岩の姿は面白い」としている。ホトトギスの声が山彦になって響き渡っていた。上滝には下滝への道の途中から柴につかまって崖を登り、真木の平というところに登り、さらに深い谷底に降りた。滝の下には、石の不動明王があった。真澄は、岩屋の中はたいへん大きく千人ばかりも隠れることができそうだとしている。

## 石井忠行の記録
久保田藩士であった石井忠行は、『伊頭園茶話』第13巻に三枚の挿絵と共に大柄の滝を記録している。それによると、「五丈程。上下の滝とも裏を見て滝壺を巡る。つぼはいずれも浅し」としている。また、下の滝から山をよじ登って上の滝に至ることや、下の滝は三丈程で、上の滝は下から見えず、下の滝近くの洞の中には八百人もの人が入るだろうこと、風によって滝の音が響き、振動がものすごいこと、洞の中には沢山のアマツバメがいることを記している。
また、『伊頭園茶話』第4巻では常葉村に大ガラ（大柄）という支郷ある。昔、大骸（がら）という人物が住んでいたことでの銘々だという。これは悪路王の類だろう。大柄の滝の、上の滝は先年薪を流したときに欠落したという。下の滝の側に穴ぐらがある、風音や水音が鳴り響いている。上下の滝とも裏から滝を見る事ができる裏見の滝となっている、と記録している。